# Mathilde Bonetti

Mathilde Bonetti, 2022

Matilde Bonetti, detta Mathilde, nota anche con lo pseudonimo di Mathilda Blake (Milano, 19 febbraio 1971), è una scrittrice, giornalista e traduttrice italiana.

## Biografia
Inizia la propria attività come giornalista freelance per alcuni quotidiani e riviste tra i quali La Notte e L'Informazione. Nel 1996 pubblica il suo primo libro Inviati. Giornalisti da salvare, che tratta proprio dell'attività del giornalista inviato e l'anno successivo il suo primo libro di narrativa: E gli elfi cantarono, una raccolta di fiabe a sfondo fantasy.
In seguito collabora con le riviste della casa editrice Arnoldo Mondadori Editore: Donna Moderna, Starbene, Marie Claire e Focus.
Nel 2002 pubblica 100 sauri un manuale sull'allevamento domestico dei piccoli rettili e nel 2004 il suo primo libro per ragazzi: Quest'anno cambio vita, 189 consigli per 4 stagioni.
La sua passione per gli animali è spunto per una serie di piccoli libri pubblicati dal 2006 ad oggi con Sperling & Kupfer in cui a brevi frasi poetiche affianca alcune fotografie di animali scattate da lei stessa: Soffici carezze (2006), Ti adoro perché (2007), La mia mamma è perfetta (2007), Sto sempre con te (2007), Sei davvero speciale (2008), Nati ieri (2008), Ho occhi solo per te (2009).
La sua passione per gli animali, assieme a quelle per la danza e per il pattinaggio su ghiaccio tornano nei successivi lavori nell'ambito della letteratura illustrata per l'infanzia e l'adolescenza: nella serie La gatta magica (in totale nove libri con illustrazioni di Marco Albiero) la protagonista è Fantàsia, gatta dai poteri magici ispirata alla gatta birmana dell'autrice; in ogni libro della serie Il diario di Martina (pubblicati con prefazione di Licia Colò) la protagonista salva un animale diverso; in Pattini d'oro e nei libri della serie Tre amiche sul ghiaccio i protagonisti si dedicano al pattinaggio sul ghiaccio; in Vuoi ballare con me? (anch'esso illustrato da Marco Albiero) la protagonista è una ragazza adolescente impacciata che acquista sicurezza grazie al ballo.
Con lo pseudonimo Mathilda Blake, Mathilde Bonetti firma romanzi storici in costume del genere letterario "romance storico". La sua prima opera di questo tipo, L'Irresistibile (Mondadori) (2018) è ispirata al romanzo Un figlio della Rivoluzione della baronessa Emma Orczy.
A settembre 2022, Mathilde Bonetti pubblica il suo primo romanzo storico puro, Cieli di Piombo, per Mondolibri. Ambientata nel corso della Seconda Guerra Mondiale, l'opera narra la storia di quattro protagonisti, i cui destini si incontrano, si scontrano e si sfiorano durante tutta la durata del conflitto. L'autrice, che già aveva evidenziato la sua passione per la storia nei romance, ha voluto dedicare quest'opera al conflitto in Ucraina.
Molti dei suoi romanzi sono tradotti in diversi Paesi fra cui la Turchia (primi due volumi di Tre Amiche sul Ghiaccio e della serie La Gatta Magica), la Grecia (Danza che ti passa), la Polonia (Love Factor) e la Cina (Cavalcando un sogno).

## Opere
- Mathilde Bonetti, Inviati: giornalisti da salvare. Opinioni, fatti e testimonianze su un mestiere che non deve morire, Nova ars libraria, Milano, 1996. ISBN 88-86634-05-6
- Mathilde Bonetti, E gli elfi cantarono, Nova ars libraria, Milano, 1997. ISBN 88-86634-11-0
- Mathilde Bonetti, 100 sauri, Arnoldo Mondadori Editore, Milano, 2002. ISBN 88-43582-96-8
- Mathilde Bonetti, Quest'anno cambio vita! 189 consigli per 4 stagioni, (illustrazioni di Giulia Orecchia e di Barbara Bongini), Arnoldo Mondadori Editore, Milano, 2004. ISBN 88-04-53404-4
- Mathilde Bonetti, Soffici carezze, Sperling & Kupfer, Milano, 2006. ISBN 88-200-4227-4
- Mathilde Bonetti, Ti adoro perché, Sperling & Kupfer, Milano, 2007. ISBN 88-200-4230-4
- Mathilde Bonetti, La mia mamma è perfetta, Sperling & Kupfer, Milano, 2007. ISBN 88-200-4322-X
- Mathilde Bonetti, Sto sempre con te, Sperling & Kupfer, Milano, 2007. ISBN 88-200-4373-4
- Mathilde Bonetti, Sei davvero speciale, Sperling & Kupfer, Milano, 2008. ISBN 88-200-4460-9
- Mathilde Bonetti, Nati ieri, Sperling & Kupfer, Milano, 2008. ISBN 88-200-4413-7
- Mathilde Bonetti, Ho occhi solo per te, Sperling & Kupfer, Milano, 2009. ISBN 88-200-4685-7
- Mathilde Bonetti, Zero in condotta, 10 e lode in coccole, Sperling & Kupfer, Milano, 2009. ISBN 88-200-4779-9
- Mathilde Bonetti, Un rapace per amico, (illustrazioni di Cinzia Ghigliano), "I sassolini a colori", Arnoldo Mondadori Editore, Milano, 2009. ISBN 88-045-8482-3
- Mathilde Bonetti, Pattini d'oro, (illustrazioni di Cinzia Ghigliano), "I sassolini a colori", Arnoldo Mondadori Editore, Milano, 2009. ISBN 88-045-9311-3
- Mathilde Bonetti, La gatta magica, (illustrazioni di Marco Albiero), "Il Battello a Vapore", Piemme, Casale Monferrato, 2009. ISBN 88-566-0235-0
- Mathilde Bonetti, Il diario di Martina: Un cerbiatto da salvare, (illustrazioni di Linda Cavallini), Arnoldo Mondadori Editore, Milano, 2009. ISBN 88-046-0056-X
- Mathilde Bonetti, Tre stelle sul ghiaccio. Trottole e batticuori, (illustrazioni di Antonello Dalena), "Il Battello a Vapore", Piemme, Casale Monferrato, 2010. ISBN 88-566-1025-6
- Mathilde Bonetti, Tre stelle sul ghiaccio. Tre amiche per tre paia di pattini, (illustrazioni di Antonello Dalena), "Il Battello a Vapore", Piemme, Casale Monferrato, 2010. ISBN 88-566-1024-8
- Mathilde Bonetti, Vuoi ballare con me?, (illustrazioni di Marco Albiero), "Il Battello a Vapore", Piemme, Casale Monferrato, 2010. ISBN 88-566-1179-1
- Mathilde Bonetti, Tre amiche sul ghiaccio. Un angelo in pista, (illustrazioni di Antonello Dalena), Il battello a Vapore, Piemme, Casale Monferrato, 2010. ISBN 9788856610260
- Mathilde Bonetti, Il diario di Martina: Un lemure in fuga, (illustrazioni di Linda Cavallini), Arnoldo Mondadori Editore, Milano, 2010. ISBN 88-046-0375-5
- Mathilde Bonetti, Il diario di Martina: Un puledro inavvicinabile, (illustrazioni di Linda Cavallini), Arnoldo Mondadori Editore, Milano, 2011. ISBN 9788804607441
- Mathilde Bonetti, Le nuove avventure della gatta magica, (illustrazioni di Marco Albiero), "Il Battello a Vapore", Piemme, Casale Monferrato, 2011. ISBN 9788856612714
- Mathilde Bonetti, Love Factor, Piemme, Milano, 2011 ISBN 9788856617689
- Mathilde Bonetti, Tre amiche sul ghiaccio. Emozioni in trasferta, (illustrazioni di Alice Rossi), "Il Battello a Vapore", Piemme, Casale Monferrato, 2011. ISBN 9788856616071
- Mathilde Bonetti, Tre amiche sul ghiaccio. Danza, che passione!, (illustrazioni di Emilio Grasso), "Il Battello a Vapore", Piemme, Milano, 2011. ISBN 9788856616064
- Mathilde Bonetti, La gatta magica è tornata, (illustrazioni di Marco Albiero), "Il Battello a Vapore", Piemme, Milano, 2013. ISBN 9788856626926
- Mathilde Bonetti, Stella Bianca. Un cavallo a sorpresa, (Illustrazioni di Jean Claudio Vinci), Arnoldo Mondadori Editore, Milano, 2013. ISBN 9788804632016
- Smilla & Sugar, Gatti Stregati (testi di Mathilde Bonetti), "Il battello a Vapore, Piemme, 2013 ISBN 9788856612066
- Mathilde Bonetti, Stella Bianca. La ragazza che parla ai cavalli, (Illustrazioni di Jean Claudio Vinci), Arnoldo Mondadori Editore, Milano, 2014. ISBN 9788804616832
- Mathilde Bonetti, Stella Bianca. La stagione degli amori, (Illustrazioni di Jean Claudio Vinci), Arnoldo Mondadori Editore, Milano, 2014. ISBN 9788804616849
- Mathilde Bonetti, La gatta magica - 1. L'inizio di una favola, (illustrazioni di Marco Albiero), "Il Battello a Vapore", Piemme, Milano, 2015. ISBN 9788856645095
- Mathilde Bonetti, La gatta magica - 2. Baffi e incanti, (illustrazioni di Marco Albiero), "Il Battello a Vapore", Piemme, Milano, 2015. ISBN 9788856645101
- Mathilde Bonetti, La gatta magica - 3. Cristalli di fata, (illustrazioni di Marco Albiero), "Il Battello a Vapore", Piemme, Milano, 2015. ISBN 9788856645118
- Mathilde Bonetti, La gatta magica - 4. Magie a palazzo, (illustrazioni di Marco Albiero), "Il Battello a Vapore", Piemme, Milano, 2015. ISBN 9788856646870
- Mathilde Bonetti, La gatta magica - 5. La notte del gran ballo, (illustrazioni di Marco Albiero), "Il Battello a Vapore", Piemme, Milano, 2016. ISBN 9788856651072
- Mathilde Bonetti, La gatta magica - 6. Festa in maschera, (illustrazioni di Marco Albiero), "Il Battello a Vapore", Piemme, Milano, 2016. ISBN 9788856651089
- Mathilde Bonetti, Pronte a volare - il romanzo di Maggie e Bianca, Mondadori, Milano, 2016. ISBN 9788804664147
- Mathilde Bonetti, A un passo dall'amore, Mondadori, Milano, 2016. ISBN 9788804662815
- Mathilde Bonetti, Danza che ti passa, Giunti, Firenze, 2016. ISBN 9788809829848
- Mathilde Bonetti, La piccola scuola di danza di Ballerina, Mondadori, Milano, 2017, ISBN  9788804682608
- Mathilde Bonetti, Due cuori, un drago e altri imprevisti d'amore, "Il Battello a Vapore", Piemme, Milano, 2017. ISBN 9788856654868
- Mathilde Bonetti, Puppy Fashion - 1. Cuccioli alla moda, Mondadori, Milano, 2017. ISBN 9788804674580
- Mathilde Bonetti, Puppy Fashion - 2. Stilisti d'assalto, Mondadori, Milano, 2017. ISBN 9788804675099
- Mathilde Bonetti, Maggie & Bianca Fashion Friends - Operazione Parigi, Mondadori, Milano, 2017. ISBN 9788804683315
- Mathilde Bonetti, Una settimana da veterinaria, Mondadori, Milano, 2018. ISBN 9788804687979
- Mathilde Bonetti, Cuore di lupo, "Il Battello a Vapore", Piemme, Milano, 2019. ISBN 9788856671254
- Mathilde Bonetti, Pokémon Avventure ad Alola, Mondadori, Milano, 2019, ISBN 9788804721130
- Mathilde Bonetti & autori vari, Racconti a un metro di distanza, DeAgostini, Milano, 2020. ISBN 9788851183660
- Mathilde Bonetti (curatore), Pokémon Ash e Goh, Avanti tutta! Avventure a Galar, Mondadori, Milano, 2020, ISBN 9788804735038
- Mathilde Bonetti, Quelle della pallavolo, Giunti, Firenze, 2021. ISBN 9788809890435
- Mathilde Bonetti, Sulla scia delle comete, "Il Battello a Vapore", Piemme, Milano, 2021. ISBN 9788856678499
- Mathilde Bonetti, Cieli di Piombo, Mondolibri, Milano, 2022
- Mathilde Bonetti. Sul filo di un sogno, Giunti, Firenze 2024. ISBN 9788809934030

## Opere firmate Mathilda Blake
- Mathilda Blake, L'irresistibile, Mondadori, Milano, 2018
- Mathilda Blake, L'indimenticabile, Mondadori, Milano, 2018
- Mathilda Blake, Sulle orme della passione, Mondadori, Milano 2019
- Mathilda Blake, Intrigo e seduzione, Mondadori, Milano, 2019
- Mathilda Blake, Gioco d'amore, Mondadori, Milano, 2020
- Mathilda Blake, Come una sinfonia, Mondadori, Milano, 2020
- Mathilda Blake, Cuore di ghepardo, Mondadori, Milano, 2021
- Mathilda Blake, Per amore, solo per amore, Mondadori, Milano, 2022
- Mathilda Blake, Un ballo a Blackpool, Mondadori, Milano, 2022
- Mathilda Blake, La Rivoluzione del Cuore, Mondolibri, 2023
- Mathilda Blake, Seduzioni del Sud, Mondadori, 2023
- Mathilda Blake, Il Lupo del Nord, Mondadori, 2023
- Mathilda Blake, L'Indimenticabile, Mondolibri, 2024
- Mathilda Blake, Aurora dei Cipressi Bianchi, Mondadori, 2024
- Mathilda Blake, Azzurra dei Cipressi Bianchi, Mondadori, 2024
- Mathilda Blake, Allegra dei Cipressi Bianchi, Mondadori, 2025

## Traduzioni
- Lo smeraldo nero, Lisa Jackson, traduzione di Mathilde Bonetti, Mondadori, ID TITOLO 25122870
- Commedia d'amore, Jo Ann Ferguson, traduzione di Mathilde Bonetti, Mondadori, 2001, ID TITOLO 89958094
- Una donna speciale, Robin Lee Hatcher, traduzione di Mathilde Bonetti, Mondolibri, 2003, ASIN B00HT33JW2
- E se non avessi tutte le rotelle a posto? Datemi un consiglio, Rosie Rushton, traduzione di Mathilde Bonetti, Mondadori, 2004, ISBN 9788804525523
- Alla ricerca del cucchiaio d'argento, Kaye Umansky, traduzione di Mathilde Bonetti, Mondadori, 2006, ISBN 9788804555476
- Per amore di un pirata, Jennifer Ashley, traduzione di Mathilde Bonetti, Mondolibri, 2007
- Pirati dei Caraibi, La collezione completa, traduzione di Mathilde Bonetti, Disney Libri, 2007, ISBN 9788852205545
- Jump Game - Regola N. 2 Non pensarci nemmeno, James Valentine, traduzione di Mathilde Bonetti, Mondadori, 2007, ISBN 9788804565567
- Sette ragazzi per me, Kate Brian, traduzione di Mathilde Bonetti, Mondadori, 2007, ISBN 9788804566885
- Ragazze da film, Zoey Dean, traduzione di Mathilde Bonetti, Mondadori, 2007, ISBN 9788804563600
- La classifica delle divine, Zoey Dean, traduzione di Mathilde Bonetti, Mondadori, 2007, ISBN 9788804563594
- La regina da Beverly Hills, Zoey Dean traduzione di Mathilde Bonetti, Mondadori, 2008,ISBN 9788804579496
- Come puoi amare anche lei?, Cathy Hopkins, traduzione di Mathilde Bonetti, Mondadori, ISBN 9788804580225
- Una torrida passione, Connie Mason, traduzione di Mathilde Bonetti, Mondolibri, 2009
- Wings, Aprilynne Pike, traduzione di Mathilde Bonetti, Sperling&Kupfer, 2010, ISBN 9788820048235
- Spells, Aprilynne Pike, traduzione di Mathilde Bonetti, Sperling&Kupfer, 2011, ISBN 9788820050078
- Un amante irresistibile, Nicole Jordan, traduzione di Mathilde Bonetti, Mondolibri, 2011
- Illusions, Aprilynne Pike, traduzione di Mathilde Bonetti, Sperling&Kupfer, 2012 ISBN 9788868362010
- Destined, Aprilynne Pike, traduzione di Mathilde Bonetti, Sperling&Kupfer, 2014, ISBN 9788868360573
- Soulmates, Aprilynne Pike, traduzione di Mathilde Bonetti, Sperling&Kupfer, 2014, ISBN 9788820056018
- Schiavo del desiderio, Pamela Claire, traduzione di Mathilde Bonetti, Mondadori, 2015, ASIN B018RQN1JA
- Le improbabili avventure di Mable Jones, Will Mabbitt, traduzione di Mathilde Bonetti, Mondadori, 2015, ISBN 9788804654735
- Forever, Aprilynne Pike, traduzione di Mathilde Bonetti, Sperling&Kupfer, 2015, ISBN 9788820057961
- Principe azzurro per un giorno, Kasie West, traduzione di Mathilde Bonetti, Mondadori, 2015, ISBN 9788804655466
- Bugie pericolose, Becca Fitzpatrick, traduzione di Mathilde Bonetti, Piemme, 2016, ISBN 9788856654141
- Mable jones - La città Proibita, Will Mabbitt, traduzione di Mathilde Bonetti, Mondadori, 2016, ISBN 9788804662914
- La stagione delle conserve, Polly Horvarth, traduzione di Mathilde Bonetti, Piemme, 2016 ISBN 9788856654158
- Ambizione segreta, Cindy Jefferies, traduzione di Mathilde Bonetti, Giunti Junior, 2016, ISBN 9788809834897
- Rivali, Cindy Jeffries, traduzione di Mathilde Bonetti, Giunti Junior, 2016, ISBN 9788809834903
- Colpo di Fulmine, Jenny McLachlan, traduzione di Mathilde Bonetti, Mondadori, 2016, ISBN 9788804664345
- Diario di una It Girl in love, Katy Birchall, traduzione di Mathilde Bonetti, Piemme, 2017, ISBN 9788856657104
- Il giardiniere, Natasha Preston, traduzione di Mathilde Bonetti, Piemme, 2017, ISBN 9788856659696
- Diario di una It Girl - Disastro finale, traduzione di Mathilde Bonetti, Piemme, 2018, ISBN 9788856662863
- Diario di una It Girl per caso, Katy Birchall, traduzione di Mathilde Bonetti, Piemme, 2019 ISBN 9788868365370
- Ritorno al futuro, Robert Zemeckis, traduzione di Mathilde Bonetti, Mondadori, 2019, ISBN 9788804719717
- La principessa senza regole, Philippa Gregory, traduzione di Mathilde Bonetti, Mondadori 2020, ISBN 9788804730842
- Pericolo sulle punte, Helen Lipscombe, traduzione di Mathilde Bonetti, Mondadori, 2020, ISBN 9788804725862
- Un amore da favola - Ti sogno sempre, Tiffany Schmidt, traduzione di Mathilde Bonetti, Mondadori, 2021, ISBN 9788804738831
- Teen Witch, Una strega alla scuola media, Katy Birchall, traduzione di Mathilde Bonetti, Piemme, 2021, ISBN 9788856676655
- Un amore da favola - Così vicino al mio cuore, Tiffany Schmidt, traduzione di Mathilde Bonetti, Mondadori, 2022, ISBN 9788804741374
- La lista speciale di Babbo Natale, Kieran Crowley, traduzione di Mathilde Bonetti, DeAgostini, 2022, ISBN 9791221202670
- I lupi nei muri, Neil Gaiman e Dave McKean, traduzione di Mathilde Bonetti, Mondadori, 2023, ISBN 9788804779131
- GatoGatti, Victor Skoczek-Chudzicki, traduzione di Mathilde Bonetti, VJ Edizioni, 2024, ISBN 9791281266223
- Tutte le regole dell'amore, Maurene Goo, traduzione di Mathilde Bonetti e Nadia Toffanello, Mondadori, 2024, ISBN 978-8804760153
- Io, tu e la corona reale, Donna Freitas, traduzione di Mathilde Bonetti, Mondadori, 2024, ISBN 9788804788461
- Seducente scommessa, Amelia Grey, traduzione di Mathilde Bonetti, Mondolibri, 2025